# Mantellisaurus
Mantellisaurus is een geslacht van plantenetende dinosauriërs behorend tot de groep van de Euornithopoda dat tijdens het Vroege Krijt leefde in het gebied van het huidige Europa. De enige bekende soort is Mantellisaurus atherfieldenis.

## Vondst, naamgeving en fylogenie
In 1914 werd door Reginald Walter Hooley, een lokale zakenman en amateurpaleontoloog, in de buurt van Brighstone Bay en het plaatsje Atherfield op het eiland Wight een gedeeltelijk dinosauriërskelet gevonden — het was blootgelegd na een instorting van een klipwand door een storm — dat hij toeschreef aan het geslacht Iguanodon. Hooley stelde een beschrijving op die, na zijn dood in 1923, in november 1925 voorgedragen werd tijdens een vergadering van de Geological Society of London en kort daarop gepubliceerd. De publicatie behelsde de benoeming van een nieuwe soort: Iguanodon atherfieldenis, genoemd naar de vindplaats en gebaseerd op het holotype BMNH R 5764.
De plaatsing binnen het genus  Iguanodon werd lange tijd aanvaard totdat in 2006 Gregory S. Paul voor de soort een apart geslacht benoemde: Mantellisaurus — verwarrenderwijs genoemd naar de ontdekker van Iguanodon, Gideon Mantell — zodat de soort M. atherfieldensis werd. Tegelijkertijd gaf hij een vernieuwde beschrijving van Iguanodon, nu alleen gebaseerd op de enige andere iguanodonsoort die hij valide achtte: I. bernissartensis.

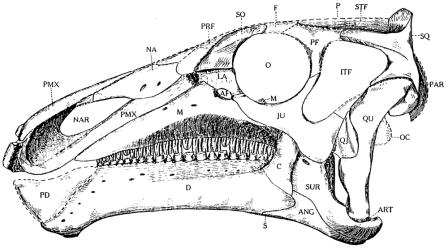
De schedel afgebeeld in Hooley 1925

Paul voerde twee redenen aan voor de creatie van een nieuw geslacht. Op de eerste plaats vond hij dat de morfologie van I. atherfieldensis te sterk afweek van die van I. bernissartensis, vooral wat betreft de postcrania, de skeletdelen achter de schedel. Hooleys soort was onder andere gracieler, had veel langere ruggenwerveluitsteeksels, veel kortere armen, zes vergroeide sacrale wervels in plaats van acht en een veel langere processus praepubicus. De plaatsing van een soort binnen een geslacht wegens zijn vorm alleen kan echter nooit puur op objectieve gronden gerechtvaardigd worden; het blijft een subjectieve afweging. Maar Paul had nog een tweede, objectiever motief: hij wees er op dat M. atherfieldensis morfologisch dichter bij de meer afgeleide Hadrosauridae stond en voorspelde dat als men binnen een cladistische analyse de beide soorten apart zou invoeren, M. atherfieldensis dichter bij Ouranosaurus zou uitvallen dan bij I. bernissartensis, zodat het geslacht Iguanodon inclusief een I. atherfieldensis, parafyletisch zou blijken te zijn. Inderdaad was dat al eens de uitkomst geweest van een analyse van David Norman uit 2002.
Dit laatste argument heeft veel bijval gevonden maar de plaatsing moet nog nader onderzocht worden. In de meeste literatuur blijft dus de term I. atherfieldensis gebruikt worden.
Van Mantellisaurus is vrij veel fossiel materiaal bekend; niet altijd is het duidelijk of het tot dit geslacht of tot I. bernissartensis behoort, een probleem wat ook het oorspronkelijke I. anglicus parten speelde en wat ook de toeschrijving van juveniel materiaal, zoals Vectisaurus, bemoeilijkt. Het Belgische skelet IRSNB 1551, dat in 1986 door David Norman aan I. atherfieldensis werd toegeschreven heeft Paul het holotype gemaakt van een nieuw geslacht: Dollodon. Norman betwist de geldigheid daarvan. Deel van het materiaal is NHMUK OR 37685, een heiligbeen met darmbeenderen waarvan de zware bouw Richard Owen overtuigde dat er een reptielgoep moest hebben bestaan die recht op de poten stond en die hij in 1842 benoemde als de Dinosauria.

## Mantellisaurus atherfieldensis-beenderlagen

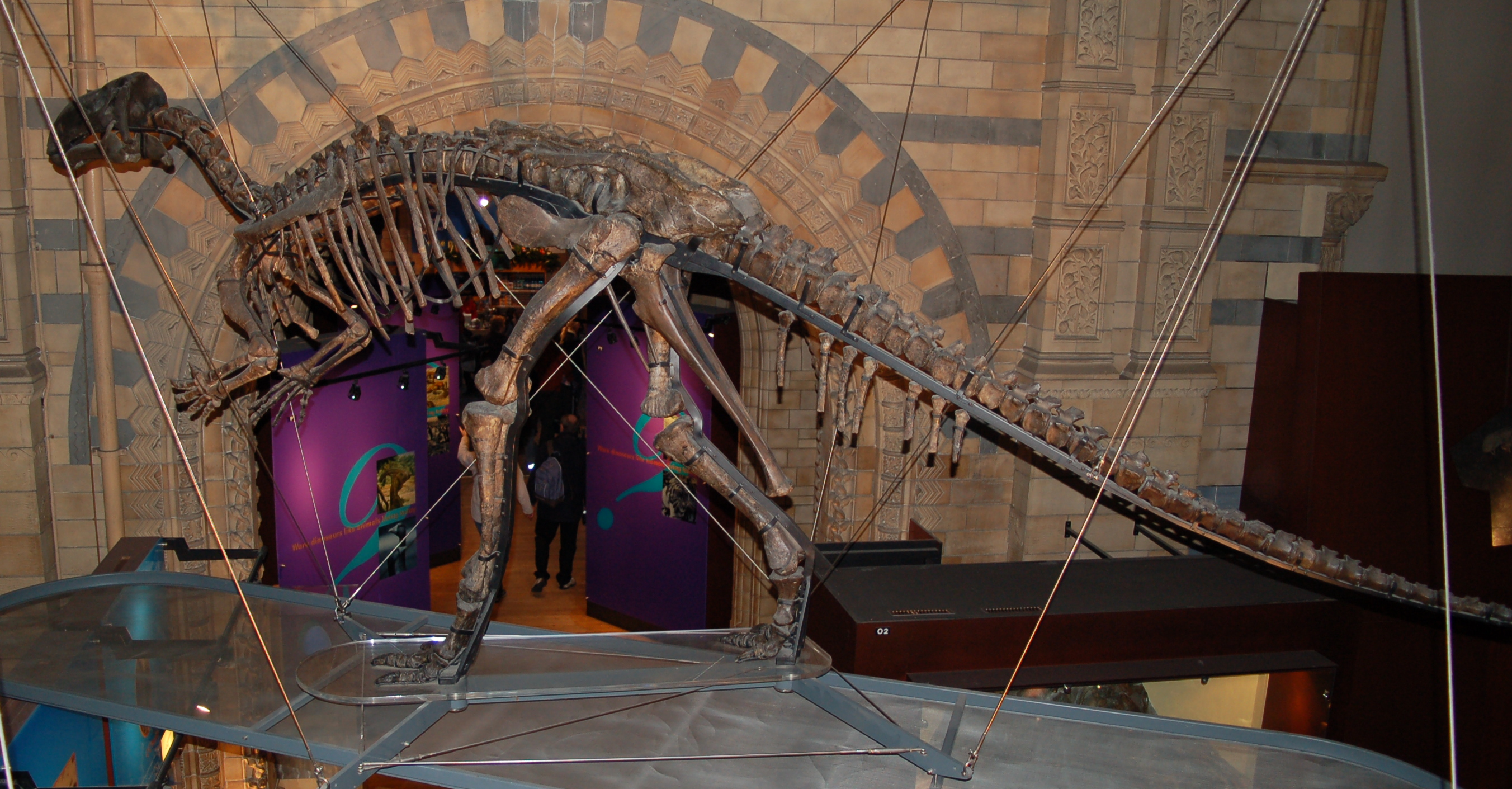
Het opgestelde skelet in het Natural History Museum

Deze beenderlagen (Engels : "bone beds") werden in 1971 door Werner Wirth ontdekt in het opvullingssediment van een karstpijp in een groeve bij het dorp Nehden in Sauerland, een gebied in de Duitse deelstaten Noordrijn-Westfalen en Hessen. Deze karstpijp werd, zoals de karstpijp "Cran du Midi" te Bernissart in de Belgische provincie Henegouwen, ondergronds gevormd door plooiing en door oplossing van kalksteen. Te Nehden dateert de kalksteen uit het Devoon (Massenkalk), te Bernissart uit het Carboon. De opvullingskleisteen te Nehden dateert uit het Onder-Aptien en is ongeveer even oud als de Weald Clay of de Weald Clay Formation van de Wealden Group van zuidoost Engeland en het "Bernissartien" van zuidwest België (ca. 125,0 Ma). Tijdens het Onder-Krijt werden in het gebied van Nehden fossielhoudende kleisedimenten afgezet op de kalksteensedimenten uit het Devoon. In de loop van de geologische tijd lithificeerden de kleisedimenten. Door oplossing van de ondergrondse kalksteen ontstond een grot- of karstsysteem waarin door tektonische daling (subsidentie) de fossielhoudende kleisteen uit het Aptien wegzonk, precies zoals te Bernissart gebeurde. Het verwijderen van kalksteen tijdens de werkzaamheden in de groeve van Nehden bracht de fossielhoudende opvulling van de karstholte aan het licht.

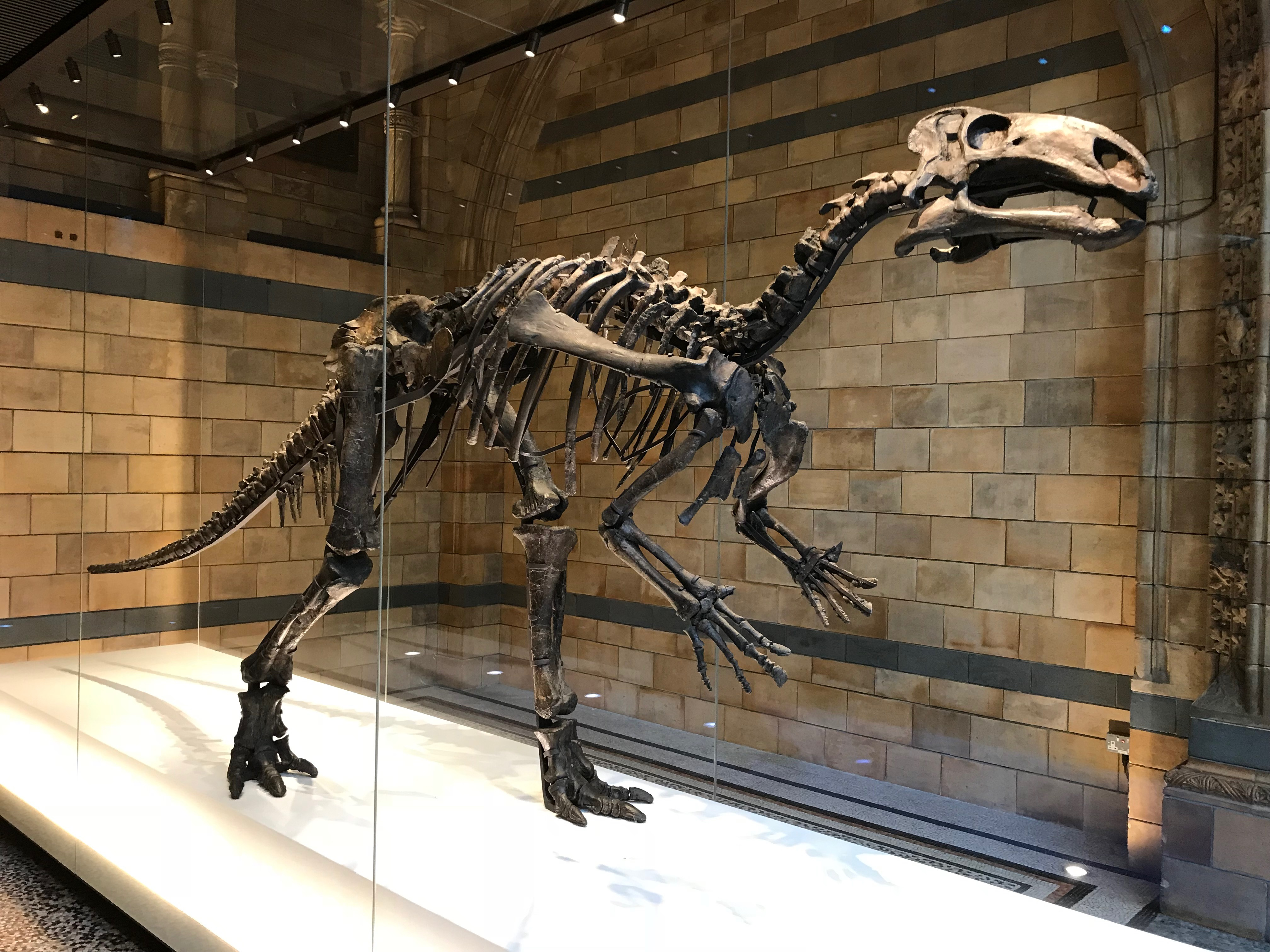
Het specimen in Londen

De paleofauna en paleoflora van Nehden vertoont grote overeenkomsten met de paleofauna en paleoflora van de Weald Clay en van Bernissart en worden gedomineerd door Mantellisaurus in associatie met fragmentarische resten van krokodillen, schildpadden en vissen, cocons en coprolieten van insecten, mosselkreeftjes en overvloedige resten van planten. De Iguanodontidae (minstens vijftien dieren) zijn zowel volwassen als talrijke jonge dieren van de soorten Mantellisaurus atherfieldensis en Iguanodon bernissartensis met een lichaamslengte variërend tussen twee en acht meter. Mantellisaurus atherfieldensis is het talrijkst vertegenwoordigd. De grote tegenstelling met Bernissart is dat bijna alle specimina van Bernissart volwassen dieren waren, dat daar vele van de skeletten bijna volledig waren en meestal in anatomisch verband aangetroffen werden. Volgens David Bruce Norman zijn slechts drie specimina van Bernissart halfvolwassen dieren. De Iguanodontidae van Nehden zijn veel minder volledig en de beenderen komen verspreid voor in de beenderlaag wat, in tegenstelling tot de Iguanodons van Bernissart, erop wijst dat de kadavers door post mortem factoren, zoals bv. transport door water, uit elkaar vielen. De beenderlaag van Nehden maakt het mogelijk een reconstructie te maken van een jonge Iguanodon bernissartensis met een lengte van twee tot twee en een halve meter. Dit specimen is het kleinst bekende skelet van Iguanodon bernissartensis. Beenderen uit de Nehden-beenderlagen die aanvankelijk aan Vectisaurus sp. werden toegewezen zijn volgens Norman resten van jonge specimina van Iguanodon, maar hierover bestaat geen uitsluitsel. De onvolledige verbening van de uiteinden van de beenderen wijst er alleszins op dat het om jonge dieren gaat. De Dinosauria van Nehden zijn waarschijnlijk dieren uit migrerende kuddes die omkwamen toen ze rivieren overstaken of dieren uit kuddes die door een stortvloed getroffen werden. Ook modderstromen kunnen een factor geweest zijn in de vorming van de Nehden-beenderlagen.